# 2047
Năm 2047 (số La Mã: MMXLVII). Trong lịch Gregory, nó sẽ là năm thứ 2047 của Công nguyên hay của Anno Domini; năm thứ 47 của thiên niên kỷ 3 và của thế kỷ 21; và năm thứ tám của thập niên 2040.